# Poix-du-Nord
Pour les articles homonymes, voir Poix.
Poix-du-Nord est une commune française située dans le département du Nord (59), en région Hauts-de-France.

## Géographie

### Description
Situé près de la frontière de l'Avesnois et du Cambrésis, Poix-du-Nord est traversée par le ruisseau Saint-Georges, tributaire de l'Écaillon et le Ruisseau de la Fontaine-Lecomte, qui rejoint le Saint-Georges sous la Place Talma.
Poix-du-Nord est entouré des villages de Salesches, Englefontaine, Vendegies-au-bois, Neuville en Avesnois, Ghissignies et est à 13 km du Quesnoy en direction du Cateau-Cambrésis

### Communes limitrophes
| Salesches            | Louvignies-Quesnoy | Englefontaine           |
| Neuville-en-Avesnois | Poix-du-Nord       | Hecq                    |
| Vendegies-au-Bois    | Bousies            | Preux-au-Bois Robersart |

### Hydrographie

#### Réseau hydrographique
La commune est située dans le bassin Artois-Picardie. Elle est drainée par le ruisseau Saint-georges, la Ferme du Moulin Motte et le ruisseau le Vivreuil,,.
Le ruisseau Saint-Georges, d'une longueur de 19 km, prend sa source dans la commune de Locquignol et se jette  dans l'Écaillon à Bermerain, après avoir traversé dix communes. 

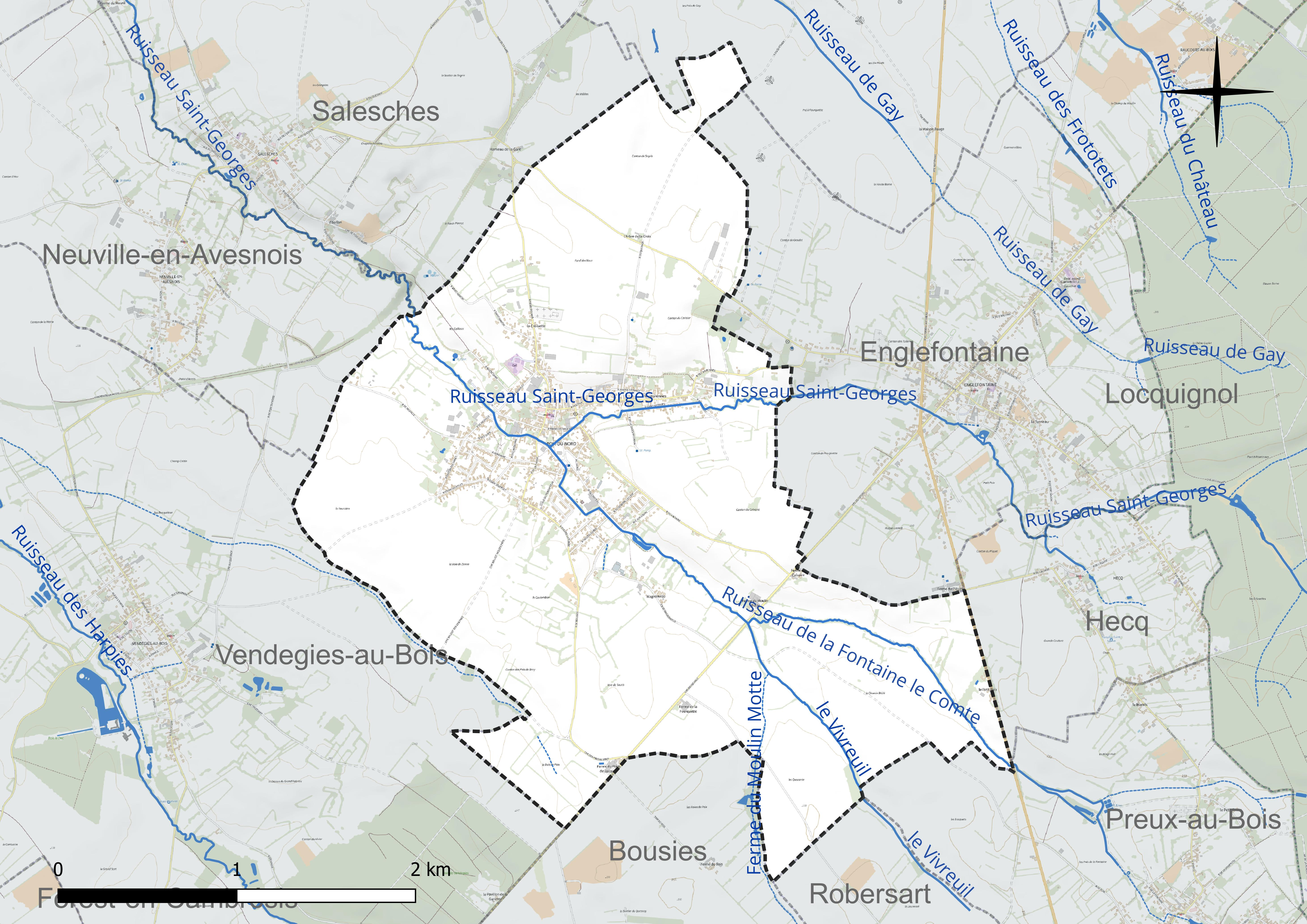
Réseau hydrographique de Poix-du-Nord.

#### Gestion et qualité des eaux
Le territoire communal est couvert par le schéma d'aménagement et de gestion des eaux (SAGE) « Escaut ». Ce document de planification concerne un territoire de 2 005 km2 de superficie, délimité par le bassin versant de l'Escaut. Le périmètre a été arrêté le 9 juin 2006 et le SAGE proprement dit a été approuvé le 13 juillet 2021. La structure porteuse de l'élaboration et de la mise en œuvre est le syndicat mixte Escaut et Affluents (SyMEA). 
La qualité des cours d'eau peut être consultée sur un site dédié géré par les agences de l'eau et l'Agence française pour la biodiversité. 

### Climat
Pour des articles plus généraux, voir Climat des Hauts-de-France et Climat du Nord.
En 2010, le climat de la commune est de type climat océanique dégradé des plaines du Centre et du Nord, selon une étude du CNRS s'appuyant sur une série de données couvrant la période 1971-2000. En 2020, Météo-France publie une typologie des climats de la France métropolitaine dans laquelle la commune est exposée à un climat océanique altéré et est dans la région climatique  Nord-est du bassin Parisien, caractérisée par un ensoleillement médiocre, une pluviométrie moyenne régulièrement répartie au cours de l'année et un hiver froid (3 °C). 
Pour la période 1971-2000, la température annuelle moyenne est de 10,1 °C, avec une amplitude thermique annuelle de 14,7 °C. Le cumul annuel moyen de précipitations est de 789 mm, avec 12,5 jours de précipitations en janvier et 9,3 jours en juillet. Pour la période 1991-2020, la température moyenne annuelle observée sur la station météorologique la plus proche, située sur la commune de Valenciennes à 20 km à vol d'oiseau, est de 11,0 °C et le cumul annuel moyen de précipitations est de 694,1 mm,. Pour l'avenir, les paramètres climatiques de la commune estimés pour 2050 selon différents scénarios d'émission de gaz à effet de serre sont consultables sur un site dédié publié par Météo-France en novembre 2022.

## Urbanisme

### Typologie
Au 1er janvier 2024, Poix-du-Nord est catégorisée bourg rural, selon la nouvelle grille communale de densité à sept niveaux définie par l'Insee en 2022.
Elle appartient à l'unité urbaine de Poix-du-Nord, une agglomération intra-départementale regroupant cinq  communes, dont elle est ville-centre,,. La commune est en outre hors attraction des villes,.

### Occupation des sols
L'occupation des sols de la commune, telle qu'elle ressort de la base de données européenne d'occupation biophysique des sols Corine Land Cover (CLC), est marquée par l'importance des territoires agricoles (88,7 % en 2018), une proportion sensiblement équivalente à celle de 1990 (88 %). La répartition détaillée en 2018 est la suivante : 
terres arables (58,2 %), prairies (30,4 %), zones urbanisées (11,3 %). L'évolution de l'occupation des sols de la commune et de ses infrastructures peut être observée sur les différentes représentations cartographiques du territoire : la carte de Cassini (XVIIIe siècle), la carte d'état-major (1820-1866) et les cartes ou photos aériennes de l'IGN pour la période actuelle (1950 à aujourd'hui).

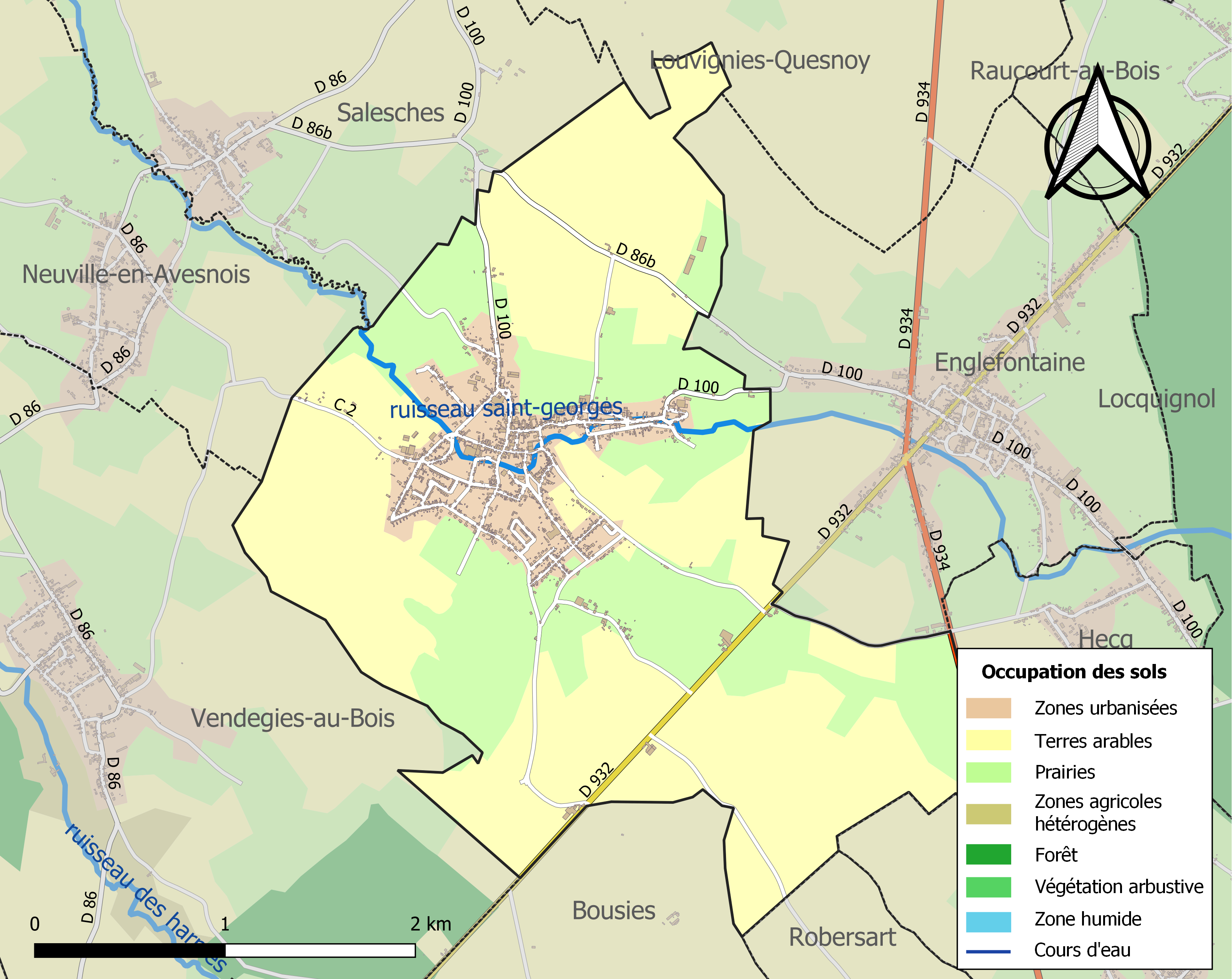
Carte des infrastructures et de l'occupation des sols de la commune en 2018 (CLC).

### Habitat et logement
En 2018, le nombre total de logements dans la commune était de 953, alors qu'il était de 933 en 2013 et de 859 en 2008.
Parmi ces logements, 90,8 % étaient des résidences principales, 0,6 % des résidences secondaires et 8,5 % des logements vacants. Ces logements étaient pour 96,5 % d'entre eux des maisons individuelles et pour 3,1 % des appartements.
Le tableau ci-dessous présente la typologie des logements à Poix-du-Nord en 2018 en comparaison avec celle du Nord et de la France entière. Une caractéristique marquante du parc de logements est ainsi une proportion de résidences secondaires et logements occasionnels (0,6 %) inférieure à celle du département (1,6 %) et  à celle de la France entière (9,7 %). Concernant le statut d'occupation de ces logements, 67,9 % des habitants de la commune sont propriétaires de leur logement (67,3 % en 2013), contre 54,7 % pour le Nord et 57,5 % pour la France entière.
| Typologie                                               | Poix-du-Nord | Nord | France entière |
| ------------------------------------------------------- | ------------ | ---- | -------------- |
| Résidences principales (en %)                           | 90,8         | 90,8 | 82,1           |
| Résidences secondaires et logements occasionnels (en %) | 0,6          | 1,6  | 9,7            |
| Logements vacants (en %)                                | 8,5          | 7,7  | 8,2            |

## Histoire
Guerre 1914-1918 : La fin de la Grande Guerre (1914-1918) est marquée par un drame civil. Alors que les combats font rage pour le contrôle du carrefour d'Englefontaine entre les Britanniques et les Allemands, la population civile podéenne se réfugie dans les caves des demeures du village. À cette date (fin octobre 1918) l'artillerie allemande tire encore des obus de sa position en forêt de Mormal, des obus à gaz (on estime qu'en 1918 un obus tiré sur 5 était "au gaz"). Les civils sont alors pris au piège des caves du village. Le 24 octobre 1918, la Commune est libérée par des troupes britanniques. Les bombardements font 58 victimes civiles et 95 soldats tués. Une extension est alors faite au cimetière communal pour commémorer les britanniques qui se sont battus pour libérer Poix-du-Nord.
1922 : Inauguration du Keighley Hall, bâtiment de style anglais qui sert aujourd'hui de salle des fêtes. Le bâtiment a notamment été financé par une souscription en Angleterre avec la ville de Keighley (Yorkshire). À l'époque, la construction avait été confiée à un britannique, Arthur Studgen.

## Politique et administration

### Liste des maires
| Période                                  | Période                    | Identité              | Étiquette | Qualité                                        |
| ---------------------------------------- | -------------------------- | --------------------- | --------- | ---------------------------------------------- |
| Les données manquantes sont à compléter. |                            |                       |           |                                                |
| 1802                                     | 1807                       | François Briatte,     |           |                                                |
| Les données manquantes sont à compléter. |                            |                       |           |                                                |
| novembre 1828 ?                          |                            | Emmanuel Moitti       |           |                                                |
| mai 1842                                 |                            | Guillaume Carlier     |           |                                                |
| mai 1846                                 |                            | Alphonse Chastelain   |           |                                                |
| mars 1869                                |                            | Pierre Joseph Drumont |           |                                                |
|                                          |                            | Gustave Martinache    |           |                                                |
| Les données manquantes sont à compléter. |                            |                       |           |                                                |
| 1919                                     | 1925                       | Gaston Ducornet       |           | Industriel                                     |
| 1925                                     | 1929                       | François Druesne      |           | Pharmacien                                     |
| 1929                                     | 1934                       | Gaston Ducornet       |           | Industriel                                     |
| 1934                                     | 1940                       | François Druesne      |           | Pharmacien                                     |
| juin 1940                                |                            | Gaston Bonnaire       |           |                                                |
| Les données manquantes sont à compléter. |                            |                       |           |                                                |
| avant 1981                               |                            | Pierre Aplincourt     |           |                                                |
| mars 1983                                | mars 1989                  | Maurice Taquet        |           | Assureur                                       |
| mars 1989                                | mars 2008                  | Robert Lambourg       | PS        | Instituteur et directeur d'école               |
| mars 2008                                | mars 2014                  | Jean-Marie Cornu      |           | Médecin généraliste                            |
| mars 2014                                | En cours (au 16 mars 2023) | Jean-Pierre Mazingue  | DVD       | Cadre supérieur Réélu pour le mandat 2020-2026 |

### Jumelages
Keighley est une ville se situant dans le Yorkshire de l'Ouest en Angleterre au Royaume-Uni qui a fait un jumelage avec Poix-du-Nord en 1920. Poix est aussi jumelé avec Burgbrohl (Allemagne).

## Population et société

### Démographie

#### Évolution démographique
L'évolution du nombre d'habitants est connue à travers les recensements de la population effectués dans la commune depuis 1793. Pour les communes de moins de 10 000 habitants, une enquête de recensement portant sur toute la population est réalisée tous les cinq ans, les populations de référence des années intermédiaires étant quant à elles estimées par interpolation ou extrapolation. Pour la commune, le premier recensement exhaustif entrant dans le cadre du nouveau dispositif a été réalisé en 2007.

En 2022, la commune comptait 2 156 habitants, en évolution de −1,96 % par rapport à 2016 (Nord : +0,51 %, France hors Mayotte : +2,11 %).
| 1793  | 1800  | 1806  | 1821  | 1831  | 1836  | 1841  | 1846  | 1851  |
| ----- | ----- | ----- | ----- | ----- | ----- | ----- | ----- | ----- |
| 1 268 | 1 068 | 1 400 | 1 500 | 1 686 | 1 771 | 1 984 | 2 057 | 1 995 |

| 1856  | 1861  | 1866  | 1872  | 1876  | 1881  | 1886  | 1891  | 1896  |
| ----- | ----- | ----- | ----- | ----- | ----- | ----- | ----- | ----- |
| 1 988 | 1 943 | 1 889 | 1 694 | 1 668 | 1 805 | 1 986 | 2 381 | 2 426 |

| 1901  | 1906  | 1911  | 1921  | 1926  | 1931  | 1936  | 1946  | 1954  |
| ----- | ----- | ----- | ----- | ----- | ----- | ----- | ----- | ----- |
| 2 444 | 2 525 | 2 531 | 2 106 | 2 188 | 2 148 | 2 087 | 2 053 | 2 064 |

| 1962  | 1968  | 1975  | 1982  | 1990  | 1999  | 2006  | 2007  | 2012  |
| ----- | ----- | ----- | ----- | ----- | ----- | ----- | ----- | ----- |
| 2 075 | 2 134 | 2 259 | 2 277 | 2 056 | 2 013 | 2 019 | 2 023 | 2 182 |

| 2017  | 2022  | - | - | - | - | - | - | - |
| ----- | ----- | - | - | - | - | - | - | - |
| 2 203 | 2 156 | - | - | - | - | - | - | - |

#### Pyramide des âges
La population de la commune est relativement jeune.
En 2018, le taux de personnes d'un âge inférieur à 30 ans s'élève à 39,4 %, soit en dessous de la moyenne départementale (39,5 %). À l'inverse, le taux de personnes d'âge supérieur à 60 ans est de 22,9 % la même année, alors qu'il est de 22,5 % au niveau départemental.
En 2018, la commune comptait 1 078 hommes pour 1 130 femmes, soit un taux de 51,18 % de femmes, légèrement inférieur au taux départemental (51,77 %).
Les pyramides des âges de la commune et du département s'établissent comme suit.
| Hommes | Classe d’âge | Femmes |
| ------ | ------------ | ------ |
| 0,1    | 90 ou +      | 1,0    |
| 5,3    | 75-89 ans    | 7,8    |
| 15,7   | 60-74 ans    | 15,9   |
| 17,7   | 45-59 ans    | 17,8   |
| 20,3   | 30-44 ans    | 19,3   |
| 17,3   | 15-29 ans    | 16,2   |
| 23,6   | 0-14 ans     | 22,0   |

| Hommes | Classe d’âge | Femmes |
| ------ | ------------ | ------ |
| 0,5    | 90 ou +      | 1,4    |
| 5,3    | 75-89 ans    | 8,1    |
| 14,8   | 60-74 ans    | 16,2   |
| 19,1   | 45-59 ans    | 18,4   |
| 19,5   | 30-44 ans    | 18,7   |
| 20,7   | 15-29 ans    | 19,1   |
| 20,2   | 0-14 ans     | 18     |

## Culture locale et patrimoine

### Lieux et monuments
- L'église Saint-Martin
- Chapelle de la Vierge de 1848
- Keighley Hall : après la Première Guerre mondiale, en remerciement de l'aide apportée à leurs soldats, la ville de Keighley, au Royaume-uni, finança la construction d'une salle communale sur la place Talma. La particularité de cette salle est son style anglais qui contraste avec les bâtiments de la région.
- Monument Talma : statue de bronze élevée en l'honneur du tragédien François-Joseph Talma. Se situe près du Keighley Hall, sous une allée de marronniers. Il s'agit de la troisième statue du tragédien, qui fut réalisée par un artiste la région, François Dufour, les deux précédentes ayant été recoulées par les occupants allemands. L'une d'entre elles (la 1re ?) a été inaugurée le 25 septembre 1904[30].
- Ancienne manufacture de chicorée Williot, fondée en 1880 par Zulmard Williot au lieu-dit Marais Beaucamp : torréfaction et brûlerie de chicorée
- Monument aux morts : pleine d'émotion, cette statue se situe à côté de l'église, en face de la mairie.
- Dans le cimetière communal et son extension se trouvent 96 tombes de guerre de la Commonwealth War Graves Commission de soldats morts à la libération[31],[32].

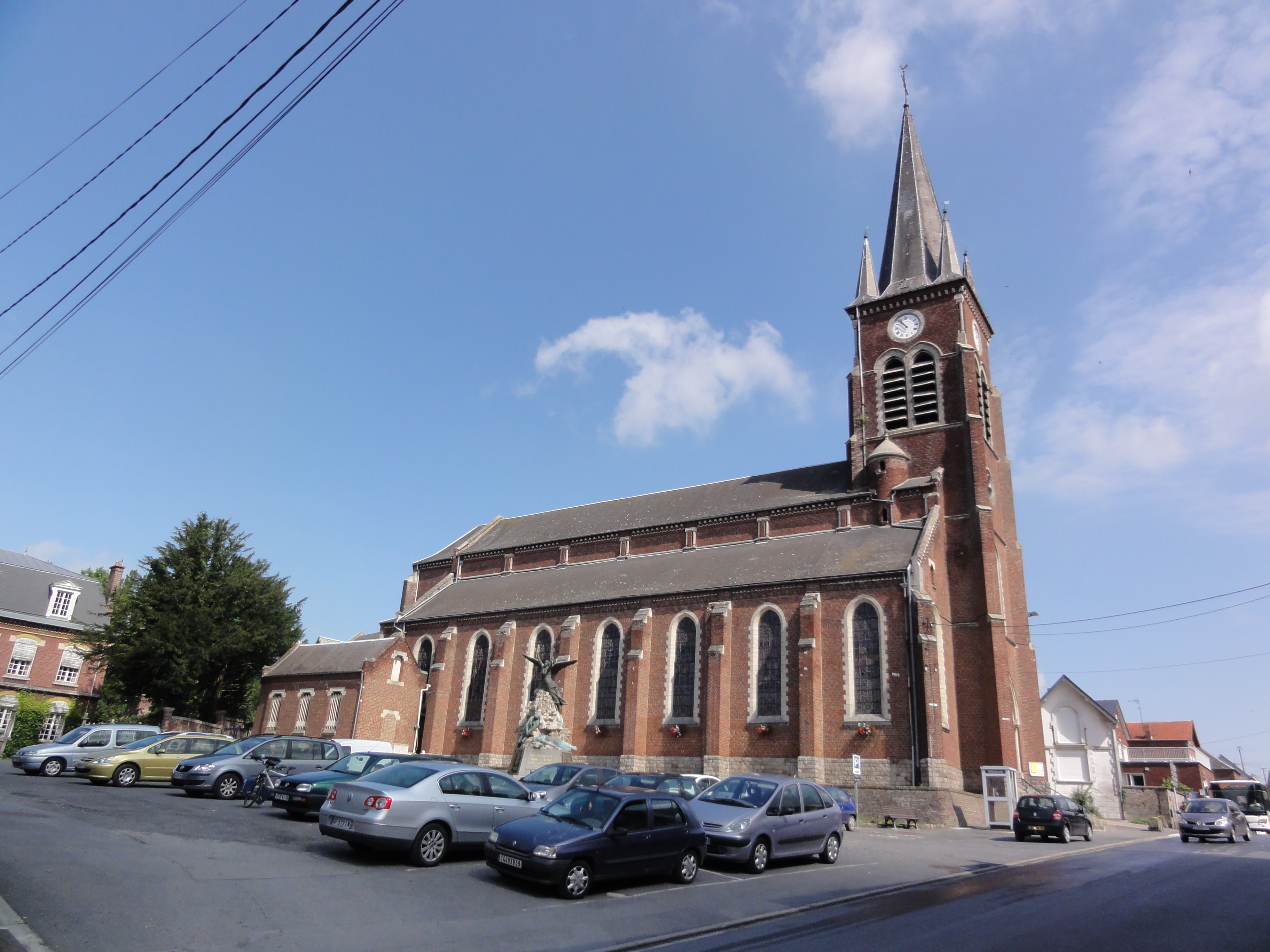
L'église.
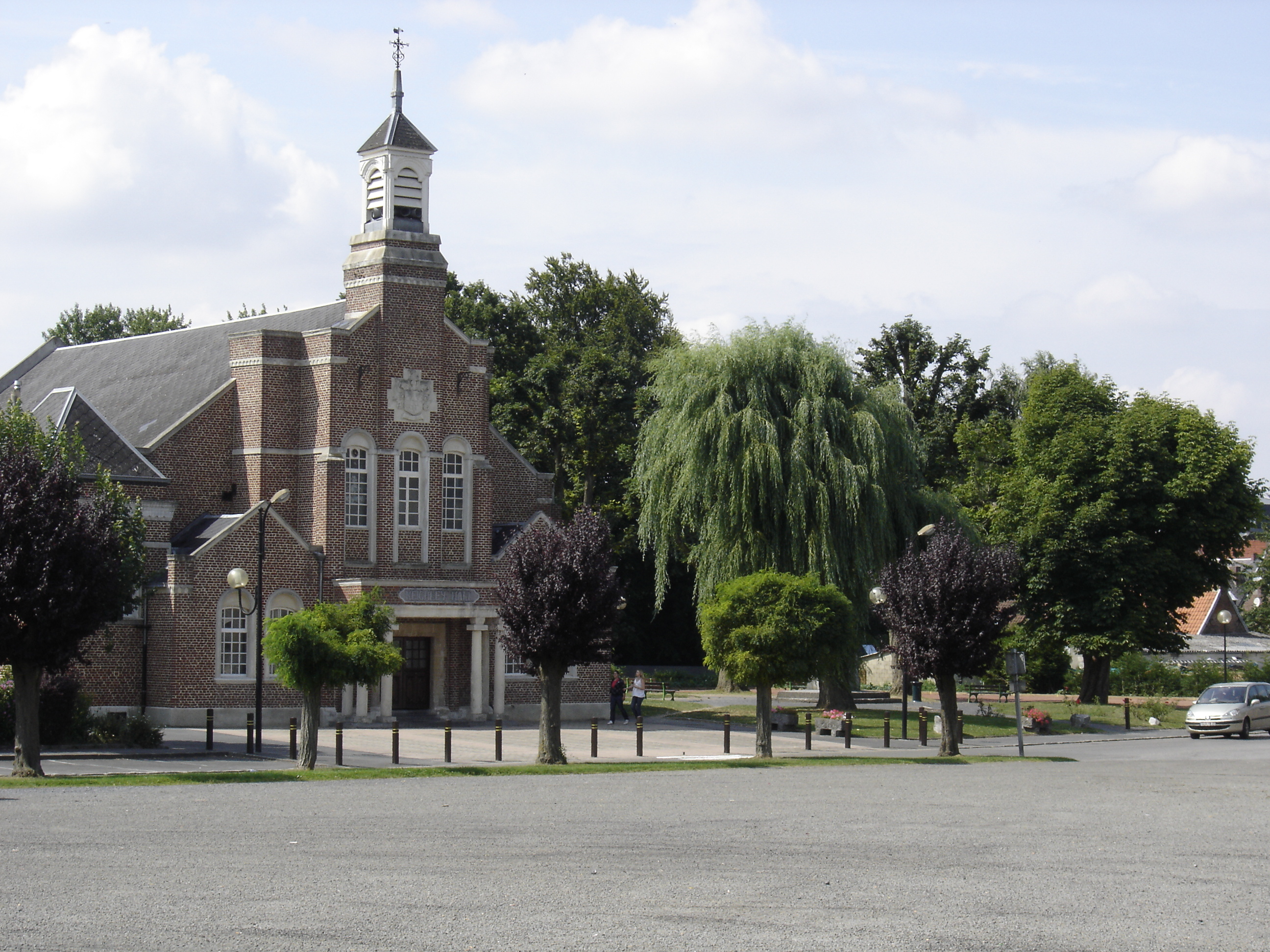
Keighley Hall
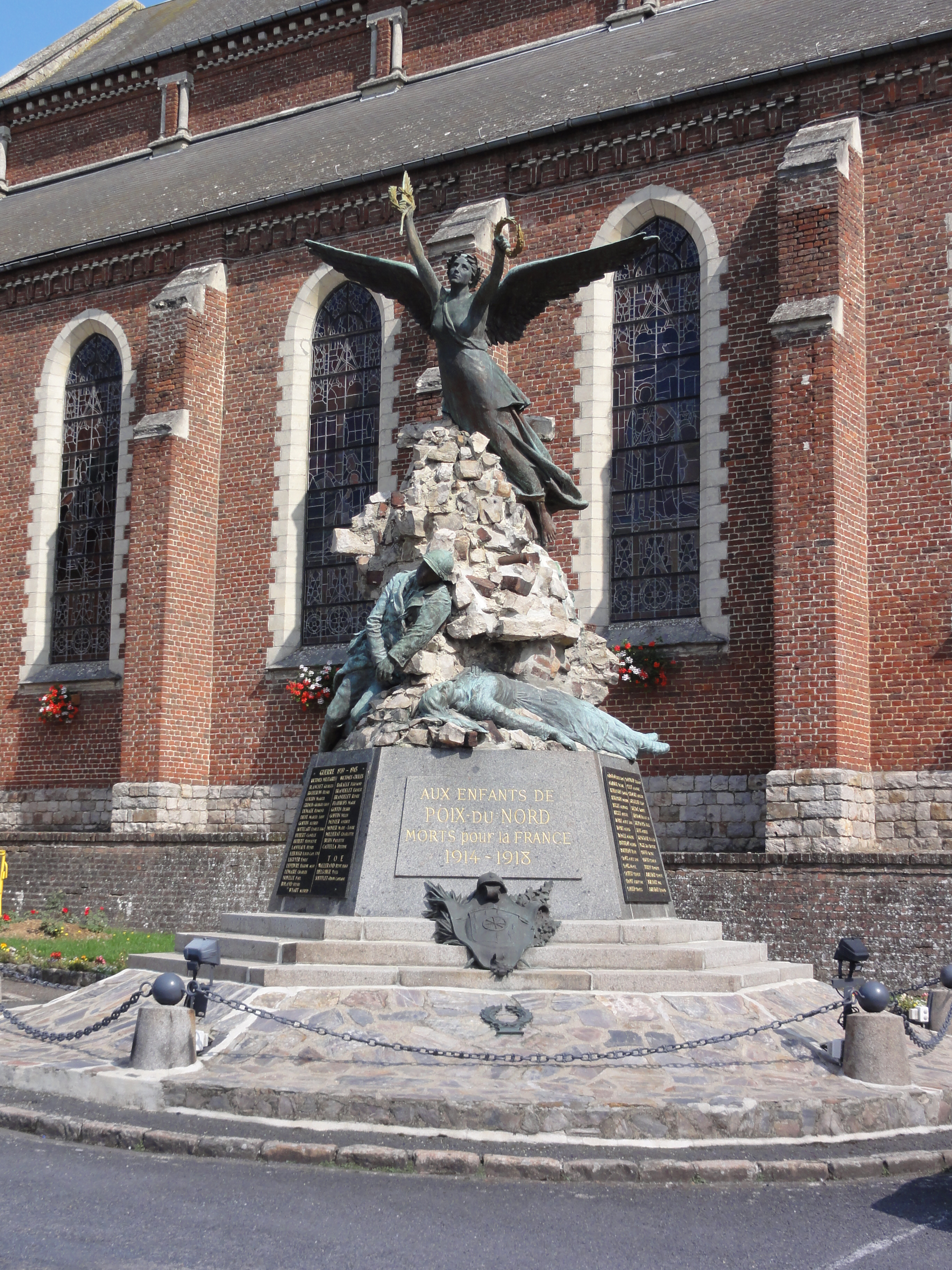
Le monument aux morts.
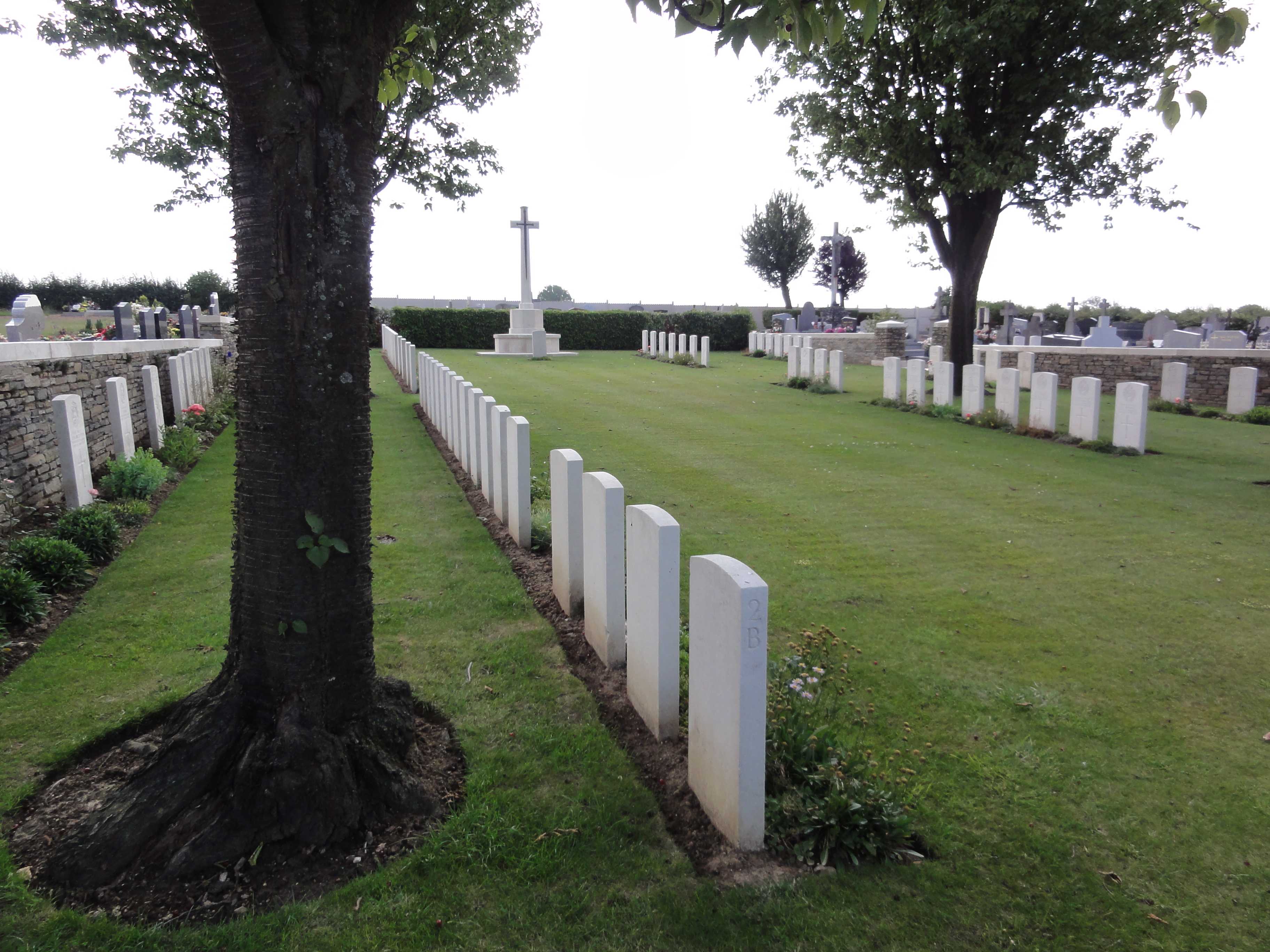
Extension du cimetière communal (CWCG military cemetery).

### Personnalités liées à la commune
- Alfred Basquin (1895-1957), homme politique ;
- Charles Maillard (1876-1973), sculpteur de la statue en bronze du tragédien Talma (1931), disparue au cours de l'occupation 1940-45 ;
- Talma, tragédien, sa famille vit toujours à Poix-du-Nord.

### Héraldique
| Blason de Poix-du-Nord | Blason  | De vair à trois pals de gueules.                 |
| Blason de Poix-du-Nord | Détails | Le statut officiel du blason reste à déterminer. |

## Pour approfondir